# Greta Zimmer Friedman
Greta Zimmer Friedman (Wiener Neustadt, 5 de junio de 1924–Richmond, 8 de septiembre de 2016) fue una pintora, restauradora, diseñadora y asistente dental estadounidense que se convirtió en icono fotográfico al ser fotografiada siendo besada por un marinero totalmente desconocido a ella, George Mendonsa, el Día V-J por el fotógrafo de la revista Life, Alfred Eisenstaedt. Tenía 21 años y trabajaba como asistente de un consultorio de Odontología de los hermanos JD y JL Burke situado en Lexington Avenue. Por la mañana de ese día se habían escuchado rumores que de que la Guerra había terminado. Cuando salió del consultorio, estaba la algarabía en los restaurantes, bares, cafés y teatros por la rendición de Japón ante los Estados Unidos. La foto fue realizada en Times Square.

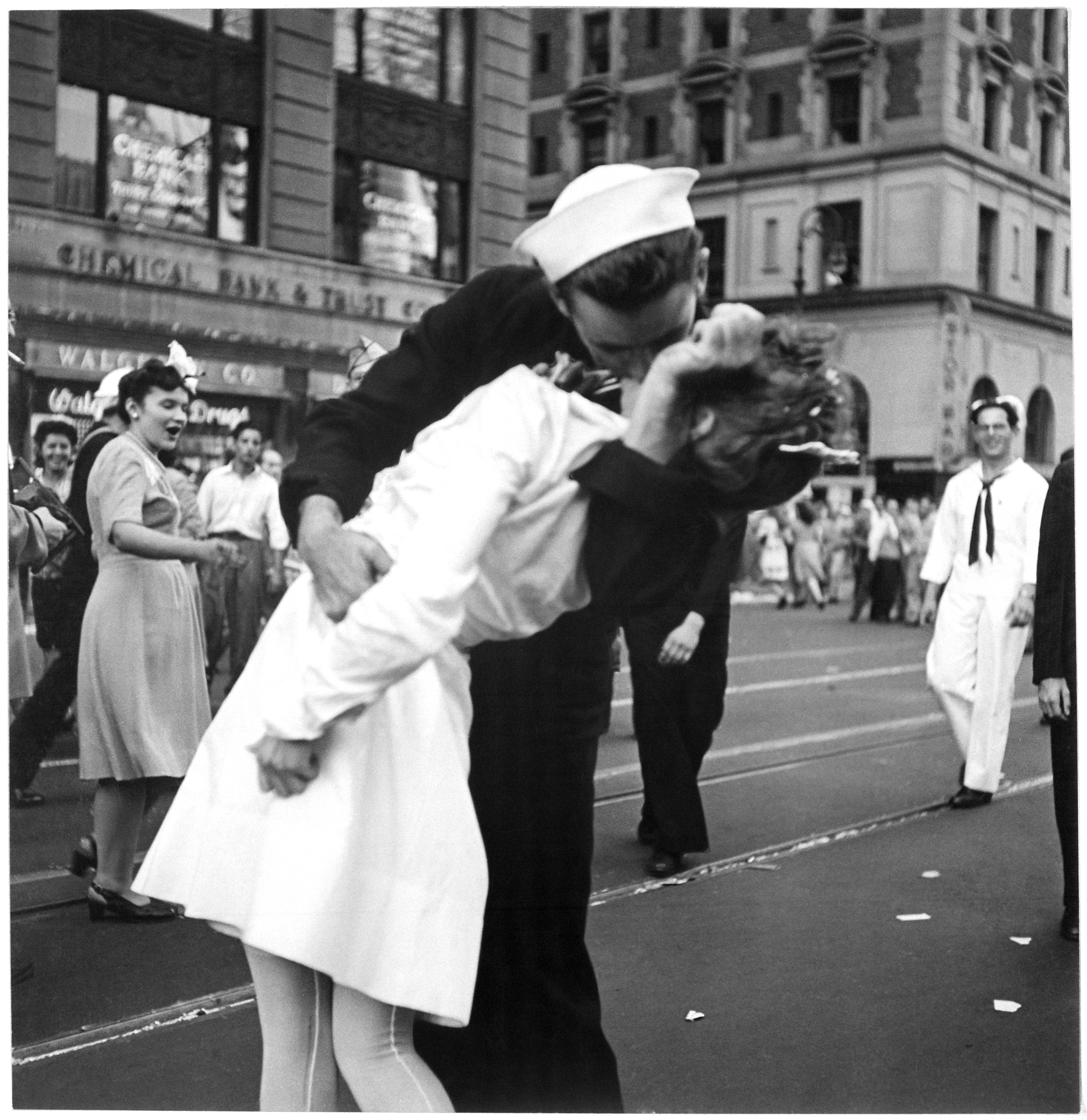
Kissing the War Goodbye

## Biografía
Greta nació en Wiener Neustadt,de familia judía en una ciudad en Austria, en las afueras de Viena, la capital. Sus padres fueron Ida y Max Zimmer, que tuvieron cuatro hijas. Los Zimmer eran dueños de una tienda de ropa y en ese tiempo las condiciones de vida para los judíos se endurecieron, dado que Austria había sido anexada al régimen de la Alemania nazi en 1938, por lo cual empezaba la persecución judía. Los Zimmer tenían a sus hijos en el campo y viendo ellos que cada vez la situación era más agobiante y opresiva, enviaron a Greta y a dos hermanas menores Josefin (Fini) y Bella como inmigrantes austriacas, llegando a los Estados Unidos en 1938 con 15 años, mientras su hermana mayor viajaba hacia Palestina. tomando el nombre de Tirza permaneciendo en Israel después de la Guerra de Independencia. Como estadounidenses Josefin sería Josephine (Jo) mientras Grete y Bella en su última carta su nombre serían Greta y Belle. Sus padres Max e Ita nunca dejaron Europa y fallecieron durante el holocausto en un campo de concentración nazi. Nunca regresó Greta a Austria.
Zimmer asistió al Queens Vocational High School, the Central High School de Needle Trades y al Harlem Evening High School. Se mantenía como asistente dental, además de tomar clases en the Fashion Institute of Technology (FIT) y estudiando modas en la New School of Social Research's Dramatic Workshop, dirigida por Erwin Piscator en donde estaban como estudiantes a Rod Steiger, Bea Arthur, Harry Belafonte, Woodrow Parfrey, Bernard Schwartz (Tony Curtis) y Harry Guardino. Después cuando se fue a vivir a New York en los años 1940s y 1950s, trabajo como diseñadora de ropa para juguetes y muñecas así como en los inicios de la televisión con las marionetas de Bill Baird, con el teatro de varano en el the Camp Tamiment Playhouse con actores miembros como Jerome Robbins, Larry Kert, Tony Mordente, Bea Arthur, Jane Dulo, Billy Sands y Lucille Kallen.
En el VJ Day (Día de la Victoria) el 14 de agosto de 1945, salió de su trabajo en el consultorio dental y vestida con el uniforme estaba celebrando el final de la Segunda Guerra Mundial en Times Square cuando un extraño (más tarde reconocido como el marinero George Mendonsa aunque las fuentes difieren) con uniforme de marinero la agarró y la besó.

### Vida personal
En 1956 se casó con el Dr. Mischa E. Friedman, veterano de la Segunda Guerra Mundial del U.S. Army Air Corps y científico del Ejército de los Estados Unidos en Fort Detrick mudándose a Frederick, Maryland. La pareja tuvo un niño llamado Joshua y una niña, llamada Mara. El Dr. Friedman falleció en 1998. Obtuvo una licenciatura en Artes en 1981 por Hood College, en el mismo año de graduación de sus hijos Mara y Joshua también graduados en ese colegio. Tenía un estudio en Frederick, en donde pintaba al óleo, escultora y hacia imágenes en serigrafía. Por diez años hizo restauración de libros para Hood College.

### Icono de fotografía
Esta fotografía fue publicada en la revista Life y, conforme pasaron los años, fue conocida como «la foto del beso». Inicialmente, en los años sesenta, se buscó la identificación de las dos personas retratadas, en las que aparecieron diez hombres y tres mujeres, entre ellas Greta, pero fueron rechazados en su momento. Y fue a principios de la década de los ochenta cuando se empezó a valorizar lo que representaba esta fotografía por lo que se inició la búsqueda de nuevo de la pareja, un marinero y una enfermera que fueron fotografiados en ese momento. Finalmente, se llegó a la identificación exacta: George Mendonca, marinero en ese tiempo y que posteriormente sería pescador, con una edad actual de 89 años y residente de Rhode Island, y Greta Zimmer Friedman, la asistente dental, la cual vivía en Richmond, Virginia. Ella consideró que ese beso, fue un motivo de euforia del marinero.
"No sé porque me eligió para besarme" diría Firedman en una entrevista en el 2005 con la Biblioteca del Congreso. "El tipo solo vino hacia mí y me agarró" agregando: "Ese hombre era muy fuerte. No lo besé. Él me besó.No lo vi cuando se aproximó y antes de darme cuenta estaba agarrada muy firme" diría Friedman a CBSNews en 2012.
«Interview with Greta Zimmer Friedman [8/23/2005]» (en inglés). Consultado el 20190221. «De repente, me agarró un marinero. No fue tanto un beso como un acto de celebración: él ya no tenía que volver al Pacífico, al frente donde había combatido. Me tomó en brazos porque me vio vestida como una enfermera y estaba agradecido a todas las enfermeras. No fue algo romántico, sino una forma de decir: ‘Gracias a Dios, la guerra ha terminado'».

### Muerte
Friedman murió a la edad de 92 años el 8 de septiembre de 2016, en Richmond, Virginia, por complicaciones de una neumonía, aunque previamente había desarrollado osteoporosis y fractura de la cadera, según informó su hijo, Joshua Friedman. Le sobreviven sus hijos, su hermana Belle Hoffman y dos nietos.
Por su parte, George Mendonsa murió el 17 de febrero del 2019 a los 95 años, sufrió una apoplejía el domingo después de caerse en el asilo en el que vivía en Middleton, Rhode Island.